# Hoya incurvula
Hoya incurvula är en oleanderväxtart som beskrevs av Rudolf Schlechter. Hoya incurvula ingår i släktet Hoya och familjen oleanderväxter. Inga underarter finns listade i Catalogue of Life.